# Vajskovská dolina
Vajskovská dolina je údolí na jižní straně Nízkých Tater. Je to jedno z nejkrásnějších údolí Nízkých Tater[zdroj?], je to vyhlášená zóna ticha. V údolí platí zákaz zakládání ohně, je zakázáno stanování a sběr lesních plodů – všechno v zájmu ochrany přírody. Z tohoto údolí byly do volné přírody vypuštění první kamzíci, přivezení z Vysokých Tater. Protéká jim Vajskovský potok. Vede tudy zeleně značená turistická stezka z Dolní Lehoty na Krížské sedlo. Veřejnosti přístupná je jen část cesty po Vajskovský vodopád, dále je z důvodu ochrany přírody cesta uzavřena. V horní části údolí se nachází Vajskovský vodopád.